# アップガレージ
アップガレージは東京都町田市に本店を置き、日本全国に展開している中古カー用品と中古オートバイ用品を販売するチェーン店。
横浜市青葉区に本社を置く株式会社アップガレージグループ（旧・株式会社クルーバー。東京証券取引所スタンダード市場上場）が運営する。
以前はクルーバーを持株会社とし、子会社の株式会社アップガレージが事業を運営していたが、2023年4月1日にクルーバーが吸収合併し現社名に変更した。

## 概要
店名のアップ（UP）とは、“Used Parts”の略で、カーライフのステージアップに貢献するという意味である。
基本的に商品は「バイクパーツ/車体」（ライダースのみ）と「クルマパーツ/車体/部品」（それ以外のすべて）に大別され、商品に応じて1週間から1年間（購入店が捺印したメーカーの保証書がある場合の最長）の保証が付くが、「わけありコーナー」と呼ばれるジャンク品については保証が付かない。
買取には力を入れており、全店舗で無料査定を実施している店頭買取だけでなく、専門スタッフが自宅などの指定場所に伺い買取を行う「出張買取」や、買取してほしいパーツ類を専用キットに詰めて送るだけの「宅配買取」、カスタムカーをまるごと買い取る「愛車まるごと買取（パーツまるごとクルマ＆バイク買取団）」など様々な買取方法がある。
また、電話やメール、LINEにて無料査定も行われている。

## 沿革
- 1999年（平成11年）4月 - 株式会社オートフリークの中古カー用品販売部門が独立する形で、株式会社アップガレージを東京都町田市に設立。同市に直営1号店「アップガレージ町田店」を開業。
- 2000年（平成12年）4月 - フランチャイズ展開開始。
- 2001年（平成13年）12月 - 20店舗突破。D1グランプリに参戦開始。
- 2003年（平成15年）2月 - 50店舗突破。
- 2004年（平成16年）3月 - マザーズに株式上場（証券コードは3311）。
- 2005年（平成17年）8月 - 70店舗突破。
- 2006年（平成18年）1月 - 80店舗突破。
- 2009年（平成21年） - 90店舗突破。
- 2010年（平成22年）
  - 2月 - 本社を東京都町田市から横浜市青葉区に移転。
  - 9月 - 100店舗突破。
- 2012年（平成24年）
  - 4月 - マネジメント・バイアウトにより上場廃止。
  - 5月 - 120店舗突破。
- 2013年（平成25年）7月 - クルマ・バイク好きのための愛車カイゾウ応援サイト「Croooober（クルーバー）」開設。
- 2014年（平成26年）
  - 4月 - 持株会社体制へ移行。グループ統括持株会社・株式会社クルーバーホールディングス、およびタイヤ販売店・株式会社東京タイヤを設立。
  - 6月 - 海外1号店「バンコク カセナワミン店」開店。
- 2015年（平成27年）4月 - IT部門が独立分社化し、株式会社ZERO TO ONEを設立。SUPER GT・GT300クラスにマザーシャシーで参戦開始。
- 2017年（平成29年）7月 - 芸能事務所「2TOUCH」のタレントマネージメント部門を譲受し、株式会社タッチアップエンターテインメントを設立。
- 2018年（平成30年）
  - 2月 - オートフリーク時代から続くアップガレージ創業の地に3階建ての「横浜町田総本店」が完成。グループ最大の売場面積を誇る。
  - 4月 - SUPER GT開幕戦岡山で初優勝。
- 2019年（平成31年・令和元年）- 会社設立20周年。株式会社東京タイヤが、株式会社ネクサスジャパンに社名変更。
- 2020年（令和2年）4月 - クルーバーホールディングスが、株式会社クルーバーに社名変更。株式会社ZERO TO ONEと株式会社タッチアップエンターテインメントをクルーバーに吸収合併。両社ともクルーバー社内の各事業部扱いとなる。
- 2021年（令和3年）12月 - クルーバーが東京証券取引所JASDAQ市場（現：スタンダード市場）に上場[3]。
- 2023年（令和5年）4月 - 株式会社クルーバーが、株式会社アップガレージおよび株式会社ネクサスジャパンを吸収合併し、社名を株式会社アップガレージグループに変更[1][2]。これにより事業持株会社から事業会社へ移行。

## 店舗業態
- アップガレージ（UP GARAGE） - 中古カー用品の買取・販売店。同社の主力業態。
- アップガレージライダース（UP GARAGE RIDERS） - 中古バイク用品の買取・販売店
- アップガレージホイールズ（UP GARAGE WHEELS） - 中古タイヤ・中古ホイールの買取・販売専門店
- アップガレージサイクルズ（UP GARAGE CYCLES） - 中古自転車ならびに自転車用品の買取・販売専門店
- アップガレージツールズ（UP GARAGE TOOLS） - 中古工具の買取・販売店。旧・ワークガレージ。
- パーツまるごとクルマ＆バイク買取団
- タイヤ流通センター - 新品タイヤ専門店

2010年9月3日にアップガレージグループは100店舗を達成し、2023年5月時点で230店舗以上を展開（アップガレージ128店舗、アップガレージライダース60店舗、アップガレージホイールズ12店舗、アップガレージサイクルズ3店舗、アップガレージツールズ24店舗、パーツまるごとクルマ＆バイク買取団18店舗）。首都圏（1都3県）の殆どは直営だが（首都圏外にあるいわき店、徳島店、和歌山店、旭川永山店も直営店舗である）、全体の7割以上はフランチャイズ（加盟店）である。尚、2024年7月の時点で県内に10店舗以上ある県は埼玉県（15店舗）と千葉県（11店舗）で、逆に高知県、鹿児島県の2県には店舗が存在しない。
また、アメリカ・カリフォルニア州にも子会社「UP GARAGE U.S.A」が運営する1店舗がある。
アップガレージライダース以降の店舗はアップガレージ店舗内に併設されることが多い一方、仙台八乙女店や石巻店のようにイエローハットと併設されるアップガレージ店舗、ナップスやライコランド、南海部品と併設するアップガレージライダース店舗もある。
かつてはメーカーや車種などを限定した中古カー用品の買取・販売を行う「アップガレージGTパーツ本店」「アップガレージGTパーツスバル館」「アップガレージGTパーツ館」、アウトドア用品を扱う「フィールドガレージ」もあったが、現在は全て閉店（もしくはアップガレージライダース等に業態転換）している。

## 参戦歴

### SUPER GT
| 年     | チーム                    | 使用車両               | ドライバー                                                                                             | クラス | 1      | 2       | 3       | 4       | 5      | 6       | 7       | 8       | 順位  | ポイント |
| ------ | ------------------------- | ---------------------- | --- | ------ | ------ | ------- | ------- | ------- | ------ | ------- | ------- | ------- | ----- | -------- |
| 2015年 | TEAM UPGARAGE with BANDOH | トヨタ・86 MC          | 中山友貴 → マルコ・アスマー(Rd.2,5) 井出有治(Rd.1-4,7,8) → ニック・キャシディ(Rd.5) → 佐々木孝太(Rd.6) | GT300  | OKA 19 | FSW NC  | CHA Ret | FSW Ret | SUZ 21 | SUG 15  | AUT 9   | TRM Ret | 30位  | 2        |
| 2016年 | TEAM UPGARAGE with BANDOH | トヨタ・86 MC          | 中山友貴 山田真之亮                                                                                    | GT300  | OKA 15 | FSW 4   | SUG 8   | FSW 10  | SUZ 4  | CHA 20  | TRM 12  | TRM 9   | 14位  | 25       |
| 2017年 | TEAM UPGARAGE with BANDOH | トヨタ・86 MC          | 中山友貴 川端伸太朗                                                                                    | GT300  | OKA 12 | FSW 9   | AUT Ret | SUG 17  | FSW 11 | SUZ 15  | CHA 7   | TRM 16  | 19位  | 6        |
| 2018年 | TEAM UPGARAGE             | トヨタ・86 MC          | 中山友貴 小林崇志                                                                                      | GT300  | OKA 1  | FSW 13  | SUZ 6   | CHA 18  | FSW 9  | SUG 11  | AUT 27  | TRM Ret | 12位  | 28       |
| 2019年 | TEAM UPGARAGE             | ホンダ・NSX GT3        | 小林崇志 松浦孝亮 山田真之亮（Rd.2,5）                                                                 | GT300  | OKA 11 | FSW 12  | SUZ 15  | CHA 24  | FSW 4  | AUT 9   | SUG 10  | TRM 19  | 22位  | 13       |
| 2020年 | TEAM UPGARAGE             | ホンダ・NSX GT3        | 小林崇志 松浦孝亮                                                                                      | GT300  | FSW 22 | FSW 18  | FSW 2   | TRM 14  | FSW 18 | SUZ Ret | TRM 16  | FSW 25  | 15位  | 15       |
| 2021年 | TEAM UPGARAGE             | ホンダ・NSX GT3        | 小林崇志 名取鉄平                                                                                      | GT300  | OKA 11 | FSW 9   | SUZ DNS | TRM 10  | SUG 12 | AUT 16  | TRM Ret | FSW Ret | 25位  | 4        |
| 2022年 | TEAM UPGARAGE             | ホンダ・NSX GT3        | 小林崇志 太田格之進                                                                                    | GT300  | OKA 2  | FSW 13  | SUZ Ret | FSW 3   | SUZ 14 | SUG 11  | AUT 19  | MOT 4   | 8位   | 34       |
| 2023年 | TEAM UPGARAGE             | ホンダ・NSX GT3        | 小林崇志 小出峻                                                                                        | GT300  | OKA 1  | FSW Ret | SUZ Ret | FSW 17  | SUZ 1  | SUG DSQ | AUT 17  | MOT 8   | 5位   | 43       |
| 2024年 | TEAM UPGARAGE             | ホンダ・NSX GT3        | 小林崇志 小出峻                                                                                        | GT300  | OKA 16 | FSW 7   | SUZ 13  | FSW 16  | SUZ 24 | SUG 16  | AUT 15  | MOT 3   | 14位  | 16       |
| 2025年 | TEAM UPGARAGE             | メルセデスAMG・GT3 Evo | 小林崇志 野村勇斗                                                                                      | GT300  | OKA 21 | FSW     | SEP     | FSW     | SUZ    | SUG     | AUT     | MOT     | 21位* | 1*       |

## アップガレージ ドリフトエンジェルス
アップガレージ ドリフトエンジェルス（UPGARAGE DRIFT ANGELS）略称ドリエンとは、2009年より活動している同社のイメージガールユニット。D1グランプリやSUPER GTでのレースクイーン活動をはじめ、CM・広告出演などを行っている。

### 歴代メンバー
| 年度   | メンバー（太字はキャプテン） |
| ------ | --- |
| 2009年 | Team Panther（モデルチーム）：実方あんな、松田亜衣、佐野未来、南香織、西まりこ、清水りさTeam Raccoon（コンパニオンチーム）：桃川ともみ、佐藤彩奈、碧井エリ、片山きさき、谷佳香 |
| 2010年 | 相川友希、佐崎愛里、高橋千咲姫、高塚麻奈 |
| 2011年 | 高橋千咲姫、立花サキ、熊乃あい、彩世めい |
| 2012年 | 立花サキ、柴原麻衣、日野礼香、森紗羅 |
| 2013年 | 日野礼香、千葉悠凪、有馬綾香、愛内ゆかりいもドリ：立花かな、藤原侑香 |
| 2014年 | 日野礼香、千葉悠凪、和泉テルミ、永瀬あやいもドリ：立花かな、中村奏絵 |
| 2015年 | 永瀬あや、立花かな、岩瀬香奈、斉藤絢女 |
| 2016年 | 斉藤絢女、瀬野ユリエ、近藤みやび、安田七奈 |
| 2017年 | 安田七奈、村上麻莉奈、神尾美月、横田りか |
| 2018年 | 安田七奈、横田りか、織田真実那、永原芽衣 |
| 2019年 | 織田真実那、神尾美月、引地裕美、安藤麻貴いもドリ：宮瀬七海、一希紫音 |

## アップちゃん
開運アップちゃんは、2016年より活動している同社のマスコットキャラクター。
サーキット会場や同社のイベント等で活躍している他､2020年4月6日よりSHOWROOMにて毎日生配信を行っている。